# Mike Schmitz (Eishockeyspieler)
Michael „Mike“ Schmitz (* 2. August 1995 in Tönisvorst) ist ein deutscher Eishockeyspieler, der zuletzt bis zum Ende der Saison 2023/24 bei den Löwen Frankfurt aus der Deutschen Eishockey Liga (DEL) unter Vertrag gestanden und dort auf der Position des Verteidigers gespielt hat. Zuvor war Schmitz bereits für die Krefeld Pinguine in der DEL aktiv.

## Karriere
Schmitz wurde in Tönisvorst nahe Krefeld geboren. Er durchlief die Nachwuchsabteilung des Krefelder EV 1981 und spielte von 2011 bis 2015 in der Deutschen Nachwuchsliga (DNL) für den Klub. Ab 2014 erhielt er erste Einsätze beim Kooperationspartner Füchse Duisburg in der drittklassigen Oberliga, ehe er während der Saison 2015/16 für die Krefeld Pinguine in der Deutschen Eishockey Liga (DEL) debütierte. Bis 2017 kam er auf 20 Einsätze in Deutschlands höchster Spielklasse, entschied sich jedoch im Mai 2017, fest nach Duisburg zu wechseln, um sich besser auf sein Studium konzentrieren zu können. Ein Jahr später kehrte er zu den Pinguinen zurück, kam aber zunächst meist per Förderlizenz beim Herner EV in der Oberliga zum Einsatz.
Die Spielzeit 2019/20 war Schmitz’ erste vollständige DEL-Saison, in der er 51 Partien absolvierte und dabei zwei Tore erzielte. Im Dezember 2020 entschied sich der Verteidiger, die Pinguine abermals zu verlassen und wechselte zurück in die Oberliga zum Herner EV. Für den HEV erzielte er in 42 Oberliga-Partien insgesamt 33 Scorerpunkte. Nach der Saison 2020/21 verließ er den Herne EV und wechselte zu den Dresdner Eislöwen aus der DEL2. Dort verbrachte der Rheinländer zwei Spielzeiten und etablierte sich schnell als Stammspieler. Mit seinen Leistungen machte Schmitz auch die Vereine der DEL auf sich aufmerksam und erhielt im Juli 2023 ein Angebot der Löwen Frankfurt aus der DEL. Dort verbrachte Schmitz die Saison 2023/24.

## Karrierestatistik

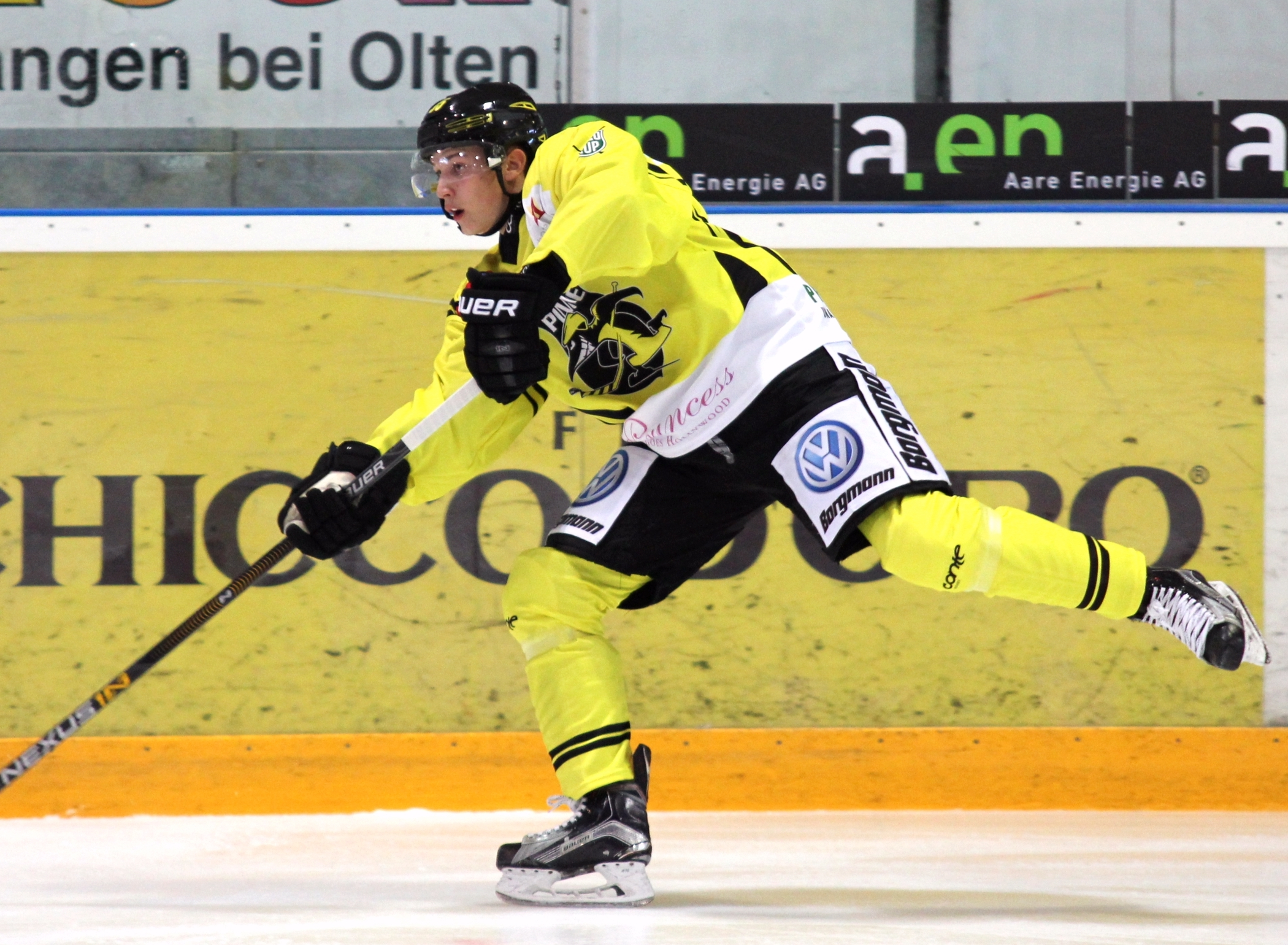
Schmitz im Trikot der Krefeld Pinguine (2016)

Stand: Ende der Saison 2023/24
(Legende zur Spielerstatistik: Sp oder GP = absolvierte Spiele; T oder G = erzielte Tore; V oder A = erzielte Assists; Pkt oder Pts = erzielte Scorerpunkte; SM oder PIM = erhaltene Strafminuten; +/− = Plus/Minus-Bilanz; PP = erzielte Überzahltore; SH = erzielte Unterzahltore; GW = erzielte Siegtore; 1 Play-downs/Relegation; Kursiv: Statistik nicht vollständig)